# Pheidonocarpa corymbosa
Pheidonocarpa corymbosa är en tvåhjärtbladig växtart som först beskrevs av Olof Swartz, och fick sitt nu gällande namn av L.E. Skog. Pheidonocarpa corymbosa ingår i släktet Pheidonocarpa och familjen Gesneriaceae.

## Underarter
Arten delas in i följande underarter:
- P. c. corymbosa
- P. c. cubensis